# Schleuse Wendelstein
Die Schleuse Wendelstein ist eine denkmalgeschützte Schleuse in einem Schleusenkanal der Unstrut in Wendelstein. Eingetragen ist sie unter der Erfassungsnummer 094 30137 des Landesamtes für Denkmalpflege des Landes Sachsen-Anhalt. Wendelstein ist ein Ortsteil der Gemeinde Kaiserpfalz im Burgenlandkreis im südlichen Sachsen-Anhalt, der nach der teilweise sanierten und bewohnten gleichnamigen mittelalterlichen Burgruine aus dem 14. Jahrhundert benannt ist. Die Burg war zeitweise zur Festung Wendelstein ausgebaut. Die Schleuse befindet sich am Kilometer 44,60 der Landeswasserstraße.

## Geschichte
Eine Nutzung der Unstrut als Transportweg ist seit 981 urkundlich belegt. Schifffahrt auf der Unstrut wird 1602 erwähnt. Eine nennenswerte wirtschaftliche Nutzung war aufgrund der geringen Tiefe und der morastigen Ufer lange Zeit nur sehr eingeschränkt möglich. Zur Erhaltung der Uferwege mussten große Anstrengungen unternommen werden, da diese waren für das Treideln der Frachtkähne unabdingbar notwendig waren. Ab dem Jahre 1790 wurde die Saaleschifffahrt weiter ausgebaut. Der Kurfürst von Sachsen, Friedrich August III. ordnete an, die obere Saale und auch die Unstrut wirtschaftlich schiffbar zu machen. Die Schleuse Wendelstein wurde im Rahmen des Großprojektes der Schiffbarmachung von der Saale bis zur Unstrut 1790 bis 1794 erbaut. Sie wurde 1794 als eine der ursprünglich 12 Unstrutschleusen fertiggestellt. 1834 war die Unstrut durchgängig „fahrbar gemacht, und es sind 12 Schleusen an derselben angelegt, nämlich zu Artern, Ritheburg, Schönewerda, Roßleben, Wendelstein, Nebra, Vitzenburg, Karsdorf, Burgscheidungen, Laucha, Zscheiplitz und Freiburg. Bei sämmtlichen Schleusen sind Zugbrücken angelegt, damit die Straßen nicht unterbrochen werden.“

## Beschreibung
Die Schleuse Wendelstein ist eine Kammerschleuse mit geraden Kammerwänden. Die Schleuse hat eine nutzbare Länge von 46,00 Meter. Sie ist 5,70 Meter breit. Die Fallhöhe beträgt im Mittel etwa 1,80 Meter. Zum Verschließen der Schleusenkammer dienen Stemmtore, die über Torstangen und einem mechanischen Antrieb geöffnet und geschlossen werden. Die Schleuse war zugelassen für Schiffe bis zu einer Länge von etwa 46 Metern, was dem heute nicht mehr gebräuchlichen Unstrutmaß entspricht.
Die Staustufe Wendelstein mit Schleuse und Wehr wurden zwischen 1791 und 1794 fertiggestellt. Aufgrund aufgetretener Mängel an der Bausubstanz wurde die gesamte Anlage in den Jahren 1999 bis 2002 rekonstruiert. Das Wehr im Flusslauf besteht aus einem festen Wehr mit einer Kronenbreite von 34,00 Meter und einem Grundschützenwehr mit zwei Durchflussöffnungen von je 6,00 Meter Breite. Die Doppelschützen haben eine Höhe von 3,40 Meter. Die Rekonstruktion des Wehres und der Bau einer Fischtreppe in Form der Sohlrampe erfolgten von 1999 bis 2001. Da der Fluss hier keine Bundeswasserstraße ist, steht die touristische Nutzung im Vordergrund. Wassersportler mit kleineren Booten und geringem Tiefgang können die Unstrut noch befahren.
Die Zuständigkeit für die Unstrut von km 0,00 bis 45,28 wird vom Flussbereich Sangerhausen im Landesbetrieb für Hochwasserschutz und Wasserwirtschaft Sachsen-Anhalt (LHW) Sachsen-Anhalt mit Sitz in Oberröblingen wahrgenommen.